# Poor Twisted Me
«Poor Twisted Me» (en castellano «Pobre retorcido de mí») es la novena canción del disco Load de 1996 de la banda de thrash metal/heavy metal Metallica.
La letra principalmente relata los sentimientos de una persona, tal como lo dice el título, se siente como un pobre retorcido o un pobre maltratado. Al igual que el resto de las canciones del disco, se muestra influenciada por el hard rock y por el rock alternativo. Su duración es de aproximadamente 3:59.

## Créditos
- James Hetfield: voz, guitarra rítmica
- Kirk Hammett: guitarra líder
- Jason Newsted: bajo eléctrico, coros
- Lars Ulrich: batería, percusión

- Datos: Q6082573